# استان نارکیسو کامپرو
استان نارکیسو کامپرو (انگلیسی: Narciso Campero Province) یکی از استان‌های بولیوی در بولیوی است که در شهرستان کوچوبامبا واقع شده‌است.